# Strömstads Tidning
Strömstads Tidning utkommer tre dagar i veckan och är en lokaltidning för norra Bohuslän.

## Historik
Strömstads Tidning är Bohusläns äldsta tidning och grundades 1866 av boktryckaren Karl Fredrik Blomberg. Första numret utkom den 17 oktober och förste redaktören var L. A. Larsson. Larsson övertog tidningen 1876 och ledde den fram till sin död.
Under år 1919 hette tidningen Norrvikens tidning. Detta namnbyte gällde bara under 1919, varefter namnet Strömstads Tidning återtogs.
Strömstads Tidning slogs 1934 samman med tidningen Norra Bohuslän som hade grundats 1894 av Carl Hall. Tidningens formella namn har därefter varit Strömstads Tidning Norra Bohuslän, förkortat STNB.
Tidningen köptes 1969 av Bohusläningens AB. Under 2000-talet tog Stampen kontroll över Bohusläningen och Strömstads Tidning.
Sedan år 2014 är Bohusläningens chefredaktör även chefredaktör för Strömstads Tidning.
Den 30 september 2023 utkom det sista numret som papperstidning.